# Arhimedska spirala
Arhimedska spirala oziroma vse arhimedske spirale imajo v polarnih koordinatah enačbo:
{\displaystyle r^{m}=a^{m}\theta ^{n}\!\,,}
kjer je:
- {\displaystyle m,{\text{ }}n\!\,} – celo število večje od 0,
- {\displaystyle a\!\,} – konstanta večja od 0.

V splošnem se dobi spiralo z istočasnim gibanjem vzdolž premice (približevanje ali oddaljevanje) in vrtenjem te premice. Geometrijsko mesto točk, ki se jih pri tem dobi, tvori krivuljo spiralo. 
Spirale so transcendentne krivulje. 
Med arhimedske spirale spadajo:
- Arhimedova spirala (m = n = 1)
- hiperbolična spirala (m = −n = 1)
- Fermatova spirala (m = 2, n = 1)
- posebni primer Galilejeve spirale (m = 1, n = 2)
- lituus za m = 2, n = −1

Drugih spiral se ne prišteva med arhimedske.